# Quarteto de madeiras

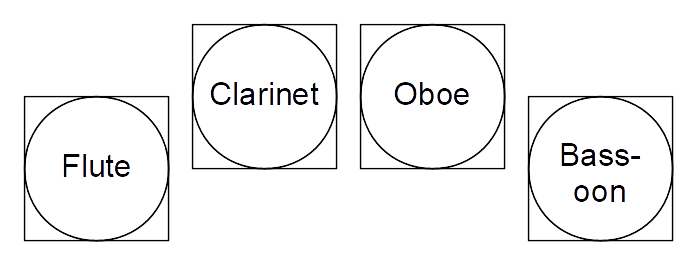
Organização de quarteto de madeiras: flauta, clarinete, oboé e fagote, da esquerda para a direita

Um quarteto de madeiras é um arranjo de quatro madeiras, ou a música escrita para quatro madeiras. O arranjo usual inclui flauta, oboé, clarinete e fagote. Diferencia-se do quinteto de madeiras por não incluir uma trompa. A diversidade de timbres entre os diferentes instrumentos cria ricas harmonias.